# (15238) Hisaohori
(15238) Hisaohori es un asteroide perteneciente al cinturón de asteroides descubierto el 2 de febrero de 1989 por Tsutomu Seki desde el Observatorio de Geisei (Geisei, Japón).

## Designación y nombre
Designado provisionalmente como 1989 CQ, fue llamado así por Hisao Hori (n. 1968) quien nació en la ciudad de Niihama, prefectura de Ehime. Es un astrónomo aficionado y miembro de la Sociedad Astronómica de Shikoku. Trabaja para el Centro de Ciencias Anan y observa con su reflector de 1,13 metros.

## Características orbitales
Hisaohori está situado a una distancia media del Sol de 2,283 ua, pudiendo alejarse hasta 2,459 ua y acercarse hasta 2,107 ua. Su excentricidad es 0,077 y la inclinación orbital 3,884 grados. Emplea 1260,31 días en completar una órbita alrededor del Sol.
Los próximos acercamientos a la órbita de Júpiter ocurrirán el 1 de enero de 2060, el 21 de junio de 2096 y el 8 de diciembre de 2141.

## Características físicas
La magnitud absoluta de Hisaohori es 15,09. Tiene 2,674 km de diámetro y su albedo se estima en 0,357. 